# Guiana nos Jogos Pan-Americanos de 1959
A Guiana competiu nos Jogos Pan-Americanos de 1959 em Chicago de 28 de agosto a 7 de setembro de 1959. Conquistou 3 medalhas de bronze, em sua primeira participação.